# Island Express Air
Island Express Air — канадская авиакомпания местного значения со штаб-квартирой в городе Абботсфорд (провинция Британская Колумбия), выполняющая регулярные, чартерные пассажирские и грузовые перевозки между островом Ванкувер и аэропортами Нижней Большой Земли.

## Маршрутная сеть
По состоянию на декабрь 2009 года маршрутная сеть регулярных рейсов авиакомпании Island Express Air включала в себя следующие аэропорты:
- Международный аэропорт Абботсфорд
- Аэропорт Баудери-Бей, Дельта (Британская Колумбия)
- Аэропорт Виктория
- Аэропорт Нанаймо
- Аэропорт Питт-Медоус

## Флот
На начало 2010 года в парке авиакомпании Island Express Air эксплуатировался один самолёт:
- Piper PA-31 Navajo (регистрационный номер C-GDF)